# Mucocele apendicular
El mucocele apendicular es una dilatación del apéndice vermiforme con acumulación de secreción mucinosa debido a estasis de la mucosa del apéndice, ya sea por estenosis u obliteración parcial de la luz. Puede ser de origen benigno o maligno, que en ausencia de infección el apéndice se transforma en una estructura quística de paredes delgadas y puede alcanzar gran tamaño.

## Epidemiología
Los tumores de apéndice cecal corresponden al 0.5 % de las neoplasias gastrointestinales. El mucocele apendicular (AM), tiene un rango de incidencia de 0.2 % y representa al 0.3 % de todas las apendicectomías y el 8-10 % de todos los tumores apendiculares. Afecta principalmente a las mujeres entre la 5.ª y 6.ª década de vida, y en una relación 1:4 hombre: mujer.

## Clasificación
- Desde el punto de vista histopatológico el mucocele apendicular se puede clasificar en:

1. Hiperplasia focal o difusa de la mucosa
2. Cistadenoma mucinoso
3. Cistadenocarcinoma mucinoso

- Otras variantes (1):

1. Obstrucción simple del lumen apendicular (quiste de retención)
2. Obstrucción por una mucosa hiperplásica
3. Presencia de neoplasia benigna o cistadenoma apendicular
4. Presencia de neoplasia maligna o cistadenocarcinoma apendicular.

## Cuadro clínico
No tiene cuadro clínico característico y el estudio por imágenes permite sospechar el diagnóstico en el preoperatorio.
Se puede presentar: Dolor abdominal o cuadro clínico de apendicitis aguda, o masa abdominal en fosa ilíaca derecha.

## Complicaciones
- Ruptura de mucocele en cavidad peritoneal, da origen al pseudomixoma peritoneal, que habitualmente se localiza en el cuadrante inferior derecho del abdomen. Cuando el pseudomixoma compromete en forma difusa la cavidad abdominal se postula que su origen es un cistadenocarcinoma mucinoso de apéndice.
- Peritonitis secundaria por ruptura de mucocele apendicular, ya que puede agregar una colonización de gérmenes, mayormente de alta virulencia.

El pronóstico de pseudomixoma peritoneal es por lo generalmente malo, ya que siempre se descubre un epitelio con tendencia al crecimiento en la masa del moco del mucocele maligno.

## Diagnóstico
Su diagnóstico prequirúrgico es muy difícil por lo que la mayoría se intervienen como apendicitis aguda.  Macroscópicamente se observa una dilatación de la luz apendicular con o sin obstrucción con acúmulo anormal de mucina. 
- Ecografía: muestra una masa quística en la región esperada del apéndice. Imagen quística heterogénea firmemente adherida el ciego con contenido líquido.
- Endoscopia imagen del “signo del volcán”, que es una masa con cráter central del cual sale moco.
- Enema baritado: se puede evidenciar como compresión extrínseca en el ciego, íleon terminal o colon sigmoides.

## Tratamiento
El tratamiento del mucocele es primariamente quirúrgico. Los diferentes abordajes incluyen principalmente realizar una apendicectomía en casos de patología benigna, sin embargo, puede requerir tratamientos más invasivos como una hemicolectomía derecha y quimioterapia en sospecha de malignidad. Desde el punto de vista los abordajes pueden ser:
- Abordaje laparoscópico para mucoceles pequeños. (Presentan un mayor riesgo de recurrencia)
- Abordaje abierto con exploración de la cavidad abdominal